# رگ‌های عروق
چون در عروق خونی بزرگ همه سلولهای تشکیل دهنده دیواره نمی‌توانند از طریق انتشار، مواد غذایی و اکسیژن مورد نیاز خود را دریافت کنند. تغذیه آنها را رگهای کوچک دیگری موسوم به رگ‌های عروق (انگلیسی: Vasa vasorum) عهده‌دار هستند. 
این رگ‌ها به تعداد زیاد در برون‌لایه رگ‌ها یافت می‌شوند و انشعابات آنها به میان‌لایه نیز نفوذ می‌کند که میزان نفوذ آنها در سیاهرگ‌ها بیشتر از سرخرگ‌ها است. رگ‌های خونی بزرگ علاوه بر رگ‌های عروق، حاوی مویرگ‌های لنفی نیز در دیواره خود هستند. مویرگهای لنفی در سرخرگ‌ها محدود به برون‌لایه می‌باشند ولی در سیاهرگ‌ها به میان‌لایه نیز نفوذ می‌کنند.